# Серру-Гранди-ду-Сул
Серру-Гранди-ду-Сул (порт. Cerro Grande do Sul)  —  муниципалитет в Бразилии, входит в штат Риу-Гранди-ду-Сул. Составная часть мезорегиона Агломерация Порту-Алегри. Входит в экономико-статистический  микрорегион Камакан. Население составляет 9245 человек на 2007 год. Занимает площадь 324,758 км². Плотность населения — 27,3 чел./км².

## История
Город основан 5 декабря 1988 года. 

## Статистика
- Валовой внутренний продукт на 2003 составляет 61.014.988,00 реалов (данные: Бразильский институт географии и статистики).
- Валовой внутренний продукт на душу населения на 2003 составляет 7.104,68 реалов (данные: Бразильский институт географии и статистики).
- Индекс развития человеческого потенциала на 2000 составляет 0,734 (данные: Программа развития ООН).